# Liste de peintures de Christian Krohg
La liste des tableaux ci-après reprend l'ensemble des huiles sur toile signées Christian Krohg connues à ce jour.
| Image | Titre                                                | Date               | Dimensions       | Lieu d'exposition                          | Numéro       |
| ----- | ---------------------------------------------------- | ------------------ | ---------------- | ------------------------------------------ | ------------ |
|       | Femme coupant le pain                                | 1879               | 80 × 79 cm       | Musée d'art de Bergen (Bergen)             | ?            |
|       | À babord                                             | 1879               | 99 × 70 cm       | Musée national (Oslo)                      | NG.M.00622   |
|       | Couturière                                           | 1880               | 135 × 80,8 cm    | Galerie nationale du Danemark (Copenhague) | KMS1990      |
|       | Fille malade                                         | 1881               | 102 × 58 cm      | Musée national (Oslo)                      | NG.M.00805   |
|       | Rue de village à Grez                                | 1882               | 102 × 72 cm      | Kode Bergen Art Museum                     | RMS.M.00214  |
|       | Hardt le                                             | 1882               | 50 × 60 cm       | Musée national (Oslo)                      | NG.M.00991   |
|       | Portrait du peintre suédois Karl Nordström           | 1882               | 61 × 46,5 cm     | Musée national (Oslo)                      | NG.M.01223   |
|       | Nature morte avec bouteille de Dom                   | 1883               | 29 × 60 cm       | Musée de Skagen (Skagen)                   | ?            |
|       | Portrait de l'hôtelier danois Degn Brøndum           | 1883               | 37 × 37 cm       | Musée de Skagen (Skagen)                   | ?            |
|       | Charles Lundh en conversation avec Christian Krohg   | 1883               | 35,5 × 29 cm     | Musée de Skagen (Skagen)                   | ?            |
|       | Madeleine                                            | 1883               | 53 × 45 cm       | Musée d'art de Lillehammer (Lillehammer)   | ?            |
|       | Mère et enfant                                       | 1883               | 53 × 47,7 cm     | Musée national (Oslo)                      | NG.M.01033   |
|       | Mère endormie avec enfant                            | 1883               | ?                | ?                                          | ?            |
|       | Le Lendemain, autoportrait                           | 1883               | 21,5 × 18,3 cm   | Maison de Michael et Anna Ancher (Skagen)  | HAF240       |
|       | Albertine                                            | 1884               | 90,6 × 58,2 cm   | Galerie nationale du Danemark (Copenhague) | KMS2053      |
|       | Fatiguée                                             | 1885               | 79,5 × 61 cm     | Musée national (Oslo)                      | NG.M.03052   |
|       | Portrait du peintre Gerhard Munther                  | 1885               | 150 × 115 cm     | Musée national (Oslo)                      | NG.M.01555   |
|       | La Peintre Oda Krohg                                 | 1885               | 32,5 × 18,5 cm   | Musée national (Oslo)                      | NG.M.02344   |
|       | Les Bohémiens                                        | 1885               | ?                | Musée d'art de Lillehammer (Lillehammer)   | ?            |
|       | Albertine dans la salle d'attente du médecin légiste | entre 1886 et 1887 | 211 × 326 cm     | Musée national (Oslo)                      | NG.M.00776   |
|       | Ane Gaihede                                          | 1888               | 36 × 30,5 cm     | Musée national (Oslo)                      | NG.M.04425   |
|       | Niels Gaihede                                        | 1888               | 36 × 30,5 cm     | Musée national (Oslo)                      | NG.M.04424   |
|       | Portrait de la peintre Oda Krohg                     | 1888               | 69 × 86 cm       | Musée national (Oslo)                      | NG.M.02147   |
|       | Tresser ses cheveux                                  | 1888               | 56 × 49 cm       | Musée national (Oslo)                      | NG.M.01034   |
|       | La Sieste d'après-midi de Niels Gaihede              | 1888               | 36 × 49 cm       | Musée de Skagen (Skagen)                   | ?            |
|       | Oda Krohg                                            | 1888               | 34 × 31 cm       | Musée de Skagen (Skagen)                   | ?            |
|       | Otto Benzon                                          | 1888               | 34 × 29 cm       | Musée de Skagen (Skagen)                   | ?            |
|       | Lutte pour la vie                                    | 1889               | 300 × 225 cm     | Musée national (Oslo)                      | NG.M.00348   |
|       | Le Balcon de la porte verte                          | 1889               | ?                | Musée d'art de Lillehammer (Lillehammer)   | ?            |
|       | Dans la baignoire                                    | 1889               | 144,3 × 153,7 cm | Galerie nationale du Danemark (Copenhague) | KMS1991      |
|       | Une période de repos                                 | 1891               | ?                | Musée d'art de Lillehammer (Lillehammer)   | ?            |
|       | Madame Alexandra Thaulow                             | 1892               | 196 × 96 cm      | Musée national (Oslo)                      | NG.M.01481   |
|       | August Strindberg                                    | 1893               | 126 × 127 cm     | Musée folklorique norvégien (Oslo)         | NF.1914-0529 |
|       | 17 mai 1893                                          | 1893               | 132 × 132 cm     | Collection privée                          | aucun        |
|       | Leiv Eriksson découvrant l'Amérique                  | 1893               | 313 × 470 cm     | Musée national (Oslo)                      | NG.M.00558   |
|       | Le Haut-fond                                         | 1898               | ?                | Musée d'art de Bergen (Bergen)             | ?            |
|       | Tempête                                              | 1905               | ?                | Musée d'art de Lillehammer (Lillehammer)   | ?            |
|       | Un homme à la mer                                    | 1906               | ?                | Musée national (Oslo)                      | ?            |
|       | Le projet est étudié                                 | 1910               | ?                | Musée d'art de Lillehammer (Lillehammer)   | ?            |
|       | Losen prend une cigarette                            | 1912               | ?                | Musée d'art de Lillehammer (Lillehammer)   | ?            |
|       | Autoportrait au chevalet                             | 1912               | 66,5 × 54,5 cm   | Musée national (Oslo)                      | NG.M.02303   |
|       | Toilette                                             | Vers 1912          | 65,5 × 55,5 cm   | Musée d'art de Stavanger (Stavanger)       | SG.0252      |
|       | Avant de prêcher                                     | Vers 1912          | 60 × 42 cm       | Musée d'art de Stavanger (Stavanger)       | SG.0225      |
|       | La Procession des abstinents                         | 1912               | 55 × 80,5 cm     | Collection privée                          | aucun        |
|       | Fille qui attache sa jarretière                      | 1914               | 119 × 44 cm      | Musée d'art de Malmö (Malmö)               | ?            |
|       | Albertine                                            | 1917               | 51 × 75 cm       | Musée national (Oslo)                      | NG.M.01222   |